# Won Woo-young
Dans ce nom coréen, le nom de famille, Woo, précède le nom personnel.
Won Woo-young (원우), né le 3 février 1982 à Séoul, est un escrimeur sud-coréen pratiquant le sabre.
Après avoir gagné une médaille de bronze lors des championnats du monde de 2006 à Turin, Won Woo-young connait la consécration en remportant le titre de champion du monde de sabre en 2010, sous la verrière du Grand Palais, à Paris. Il offre ainsi à la Corée du Sud son tout premier titre mondial dans cette arme.
Cette victoire est une surprise même si Won n'est pas un inconnu dans le monde du sabre, mais ses résultats de l'année avaient été jusque-là très moyens avec une troisième place à la Coupe du monde de New York et une piètre douzième place lors des championnats d'Asie.

## Palmarès
- Jeux olympiques
  -  Médaille d'or par équipes aux Jeux olympiques d'été de 2012 à Londres

- Championnats du monde d'escrime
  -  Médaille d'or au sabre individuel aux Championnats du monde d'escrime 2010 à Paris
  -  Médaille de bronze au sabre individuel aux Championnats du monde d'escrime 2006 à Turin